# Królewski Las
Królewski Las – wieś sołecka w Polsce położona w województwie mazowieckim, w powiecie piaseczyńskim, w gminie Góra Kalwaria.
W latach 1975–1998 miejscowość administracyjnie należała do województwa warszawskiego.
W Królewskim Lesie znajduje się nadwiślańska przystań, do której dawniej przypływały barki z kruszywem. W 2017 piaseczyńskie Wodne Ochotnicze Pogotowie Ratunkowe zainicjowało projekt pt. Łączy nas Wisła, w ramach którego powstała koncepcja wykorzystania istniejącej infrastruktury na potrzeby turystyczne.